# Cercocladia seitzi
Cercocladia seitzi là một loài bướm đêm thuộc phân họ Arctiinae, họ Erebidae.